# Herpetogramma semilaniata
Herpetogramma semilaniata is een vlinder uit de familie van de grasmotten (Crambidae). De wetenschappelijke naam van deze soort is voor het eerst voorgesteld als Pachyzancla semilaniata door George Francis Hampson in een publicatie uit 1895.
De soort komt voor in Cuba, Puerto Rico, Saint Vincent en Costa Rica.